# Safara
Safara je 59. epizoda strip serijala Dilan Dog. Objavljena je u SFR Jugoslaviji kao specijalno izdanje Zlatne serije u izdanju Dnevnika iz Novog Sada 3. marta 1993. godine. Koštala je 19.500 dinara. Imala je 94 strane.

## Originalna epizoda
Naslov originalne epizode glasi Gente che scompare (Ljudi koji nestaju). Objavljena je premijerno u Italiji 1. avgusta 1991. Scenario je napisao Ticjano Sklavi, a nacrtao Đanluiđi Kopola. Naslovnicu je nacrtao Anđelo Stano.

## Kratak sadržaj
Melani Kris, mlada bankarska službenica, misli da gubi razum kada otkriva da neki ljudi koje je viđala zapravo ne postoje. Odlazi kod Dilana i traći pomoć. Splet čudnih okolnosti navodi Dilana i Melani da posete prodavnicu antikviteta pod imenom Safara da bi ustanovili da li je Melani u njoj kupila ogrlicu za koju se ne seća gde ju je kupila. Vlasnik Safare je pogrbljeni starac po imenu Hamlin. Dilan od Hamlina kupuje čudnu masku. Nakon povratka u Craven Road 7, Dilan ulazi u drugu dimenziju. Dilan se vraća u Safaru, ali prodavnica je nestala. Kada se vraća kući zatiče samog sebe.

## Ime epizode
Dnevnik je tokom četiri decenije strip izdavaštva imao razvijenu praksu menjanja naslovnih strana i imena epizoda. Ovoga puta je izmenjeno ime epizode u Safara, umesto originalnog rešenja Ljudi koji nestaju. Ovu epizodu otuda ne treba brkati sa #182 koja u originalu takođe nosi ime Safara.

## Značaj epizode
U ovoj epizodi se dalje razrađuje ideja postojanja paralelnog univerzuma (prodavnica Safara je prolaz iz jednog u druge paralelne univerzume). (Prvi put je ideja izneta u epizodi Priča ni o kome u #43.) Susret Dilana sa samim sobom nagoveštava postojanje još jednog (paralelnog) univerzuma u kome takođe postoji Dilanov svet, ali malo drugačiji od onog kojeg trenutno znamo. Ova ideja će se detaljnije razviti tek kasnije, kada serija bude došao do originalnog broja #400 i resetovanja nakon udara Meteora u Zemlju. U prvoj narednoj epziodi Crna zora, koji počinje u paralelnom univerzumu, Dilan se nalazi upravo u prodavnici Safara i od Hamlina kupuje kutiju za klarinet .

## Prethodna i naredna epizoda
Prethodna epizoda nosi naslov Kamena klepsidra (#58), a naredna je trebalo da nosi naziv Frankenštajn (#60). Ova epizoda, međutim, nikada nije objavljena u SFR Jugoslaviji, jer je posle #59 DIlan Dog prestao da izlazi u okviru Dnevnika. (Serijal je redono nastavljen tek 2008. godine kada je počeo da ga izdaje Veseli četvrtak. Nastavak međutim nije počeo od #60, već od 210. epizode (premijerno u Italiji izašla 2004. god), što znači da je među domaćim čitaocima napravljen vakuum od čak 150 epizoda, odnosno više od 20 godina.

## Reprize ove epizode
Veseli četvrtak iz Beograda je reprizirao ovu epizodu u Srbiji unutar kolekcionarskog izdanja Biblioteka Dilan Dog #20, koja je izašla iz štampe 11. jula 2013. Epizoda je objavljena pod originalnim imenom Ljudi koji nestaju. U toj knjizi objavljena je i naredna epzioda #60 pod imenom Frankeštajn, koja je najavljena kao #60, ali nikada nije objavljena u SFR Jugoslaviji. U Hrvatskoj je ova epizoda reprizirana najpre u izdanju Ludensove edicije Extra 4. marta 2009. pod originalnim imenom Ljudi koji nestaju, a potom u izdanju Libelusa u kolekcionarskom izdanju (zajedno sa epizodama Kamena klepsidra i Frankeštajn) 17. februara 2015.